# Vilamur

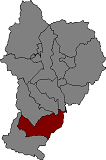
Localitzación del municipio de Soriguera en el Pallars Sobirá

Vilamur es una pequeña localidad situada en la provincia de Lérida, en la Comunidad Autónoma de Cataluña, España.

## Geografía

### Localización
Vilamur se encuentra en la ladera sur de la montaña Pico de L'Orri (en Catalán: Pic de l'Orri) en un plano a 1.264 metros de altitud sobre el valle de Siarb (en Catalán: Vall de Siarb). Se encuentra a 9,7 km de la población de Sort, capital de la comarca del Pallars Sobirá, con la que se comunica mediante la carretera N-260 o eje Pirenaico a través del Port del Cantó.

### Municipio
El Pueblo forma parte del municipio de Soriguera, del cual ejerce como capital. Dicho municipio está integrado por catorce pueblos y dos caseríos. Los pueblos son: Arcalís, Baro, Escós, Mencui y Estac, en el sector denominado "de abajo" del municipio; y Malmercat, Tornafort, Puigforniu, Embonui, Vilamur, Soriguera, Llagunes, Rubió y Freixa y los caseríos de Saverneda y Llavaners en el sector que se denomina "de arriba".
El pueblo presenta un trazado medieval muy bien definido por un núcleo rectangular con orientación Noroeste-Sureste. Este trazado sigue el antiguo amurallamiento del que se conservan restos asimilados a construcciones más modernas y conserva las puertas de acceso al interior del antiguo núcleo urbano. El plano urbano actual consta de tres calles alargadas y paralelas que siguen la orientación del trazado rectangular. Estas tres calles son atravesadas perpendicularmente por otras menores que permiten un plano urbano reticulado de casas bien alineadas. En el centro del pueblo en su costado norte se encuentra la Iglesia de la Virgen de Medina (en Catalán: Església de la Mare de Déu de Medina).
Se aprecian dos momentos importantes de ordenación urbanística con claro criterio defensivo en ambos casos. Un primer momento, anterior al siglo XII,caracterizado por un pequeño cúcleo central de calles perpendiculares, algo no muy normal en la zona. En ese momento aún no estaba construida la iglesia románica. Posteriormente, ya en la Baja Edad Media a partir del siglo XI se da una ampliación del perímetro amurallado en los dos extremos de la población quedando la iglesia incorporada al nuevo sistema defensivo.

## Demografía
Vilamur es una pequeña localidad de 58 habitantes. El pueblo tiene 39 casas que conservan su nombre antiguo: L'Abadia, Casa Alfonso, Casa Argulls, Casa Baga, Casa Bairat, Casa Bernat, Casa Blasi, Casa Corral, Casa Cortals, Casa Elvira, Casa Ermengol, Casa Estaron, Casa Favolí, Casa Feliu, Casa Franquet, Casa Gavatx, Casa Guerxes, Casa Magí de la Rosa, Casa del Masover, Casa Miquela, Casa Morgó, Casa Morgonet, Casa del Notari, Casa Oliaire, Casa Pòlit, Casa Ponet, Casa Quelo, Casa Quim, Casa del Quimet, Casa Rita, Casa del Ritort, Casa Sastret, Casa Savalls, Casa Tartera, Casa Teixidor, Casa Teresa, Casa Terrissaire, Casa Tomasó Casa Tropes

## Etimología

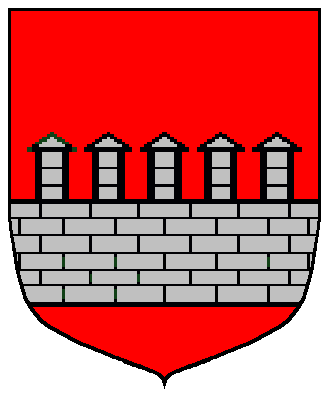
Escudo de los Vizcondes de Vilamur

Vilamur es un topónimo románico de origen medieval de carácter descriptivo. Se compone de dos nombres comunes Vila (en castellano: Villa) y Mur (en castellano: Muro), que indican el carácter de la población, una estructura defensiva de ámbito urbano. Una villa amurallada, del latín villa muri, la vila del mur.

## Historia
A principios del siglo IX, el conde Guillermo I de Tolosa conquistó los territorios del Pallars y Ribagorza a los árabes, y los incorporó al condado de Tolosa. A finales del siglo IX los clanes aristocráticos locales se independizaron del dominio de los condes de Tolosa e instauraron una dinastía de condes de Pallars.
Vilamur, la villa amurallada (en catalán: vila murada) se emplazó posiblemente sobre una población anterior conquistada a los árabes. Hay dos detalles toponímicos que hacen pensar en esa hipótesis:
- La fuente principal del pueblo todavía se llama hoy en día Fuente del moro (en catalán: Font del moro).
- La iglesia está dedicada a la Virgen de Medina (en Catalán: Església de la Mare de Déu de Medina). Medina/Madina es un término árabe que significa villa o ciudad.

La situación del pueblo, que se alza a 1264 sobre el valle de Siarb, le permitía dominar una buena parte de la ribera de Sort, por lo que fue el centro del vizcondado de Vilamur, que durante un breve periodo se denominó también de Siarb, denominación que se conserva como topónimo del valle.
El origen del vizcondado fue una jurisdicción feudal del condado de Pallars que a su vez formaba parte de lo que se denominaba la marca Hispánica.Está documentada la defensa y protección por parte de los condes de Pallars del mercado que habían constituido en Verneda los vizcondes de Vilamur.
Desde el siglo IX se nombraron un total de 28 vizcondes y 2 vizcondesas, la última de ellas, Joana II en el 1572. Poco después el vizcondado pasó a los duques de Medinaceli.

## Patrimonio Histórico
La Virgen de Medina (en Catalán: Mare de Déu de Medina) es mencionada por primera vez en un documento del obispo Ermengol de la Seo de Urgel en el año 1010. El templo actual de Vilamur es un edificio de una sola nave y con una estructura muy compleja en la que se ven importantes procesos de reformas difíciles de precisar. El aparato de los muros de la iglesia, de un alto grado de perfección, muestra una iglesia románica tardía del siglo XII, posiblemente reformada en el siglo XIV, con la reconstrucción de la nave y la substitución de la cubierta original por un envigado sostenido por arcos de diafragma.
La puerta original está actualmente tapiada.